# Strobisia
Strobisia is een geslacht van vlinders van de familie tastermotten (Gelechiidae).

## Soorten
- S. argentifrons Walsingham, 1910
- S. iridipennella Clemens, 1860
- S. leucura (Walsingham, 1910)
- S. proserpinella Frey, 1878
- S. sapphiritis Meyrick, 1914
- S. spintheropis Meyrick, 1922
- S. stellaris (Felder & Rogenhofer, 1875)